# Яницу
Яницу̀ (на гръцки: Γιαννιτσού) е село в Република Гърция, разположено в Централна Гърция, област Фтиотида, дем Макракоми. Селото има население от 454 души.

## Личности
Родени в Яницу
- Николаос Платанияс (? – 1913), гръцки революционер, деец на Гръцката въоръжена пропаганда в Македония